# Margitta Mächtig

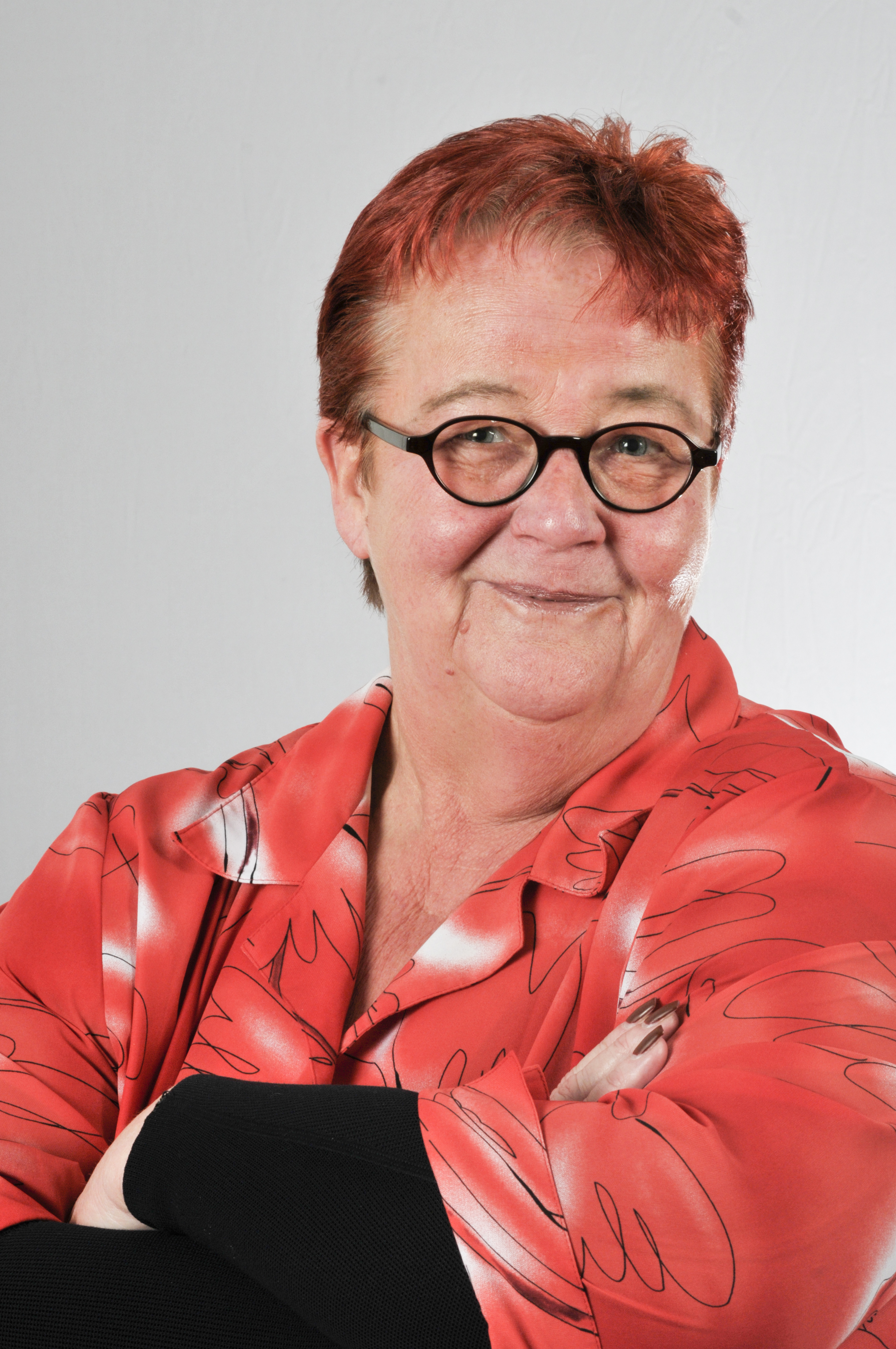
Margitta Mächtig 2016

Margitta Mächtig (* 16. Oktober 1956 in Dresden, DDR) ist eine deutsche Politikerin (PDS, Die Linke) und war zwischen 2004 und 2019 Abgeordnete im Landtag von Brandenburg.

## Leben
Margitta Mächtig ging zwischen 1963 und 1973 zunächst in Dresden, danach in Kamenz und schließlich in Berlin-Mitte auf die Polytechnische Oberschule (POS). Anschließend nahm sie eine Ausbildung zur Freundschaftspionierleiterin mit Lehrbefähigung für Mathematik und Musik am Zentralinstitut der Pionierorganisation „Ernst Thälmann“ für Aus- und Weiterbildung der Kader in Droyßig auf. Anschließend war sie von 1976 bis 1982 als Pionierleiterin und Unterstufenlehrerin zunächst an einer POS in Berlin-Prenzlauer Berg, später an einer Körperbehindertenschule in Börnicke tätig. Sie war neben ihrer Arbeit als Lehrerin für das Pionierleben an der Schule politisch und organisatorisch verantwortlich.
Nach einem einjährigen Lehrgang an der Bezirksparteischule der Sozialistischen Einheitspartei Deutschlands (SED) in Frankfurt (Oder) wechselte sie 1983 zur FDJ-Kreisleitung Bernau, wo sie erst Mitarbeiterin und dann bis 1987 hauptamtliche Kreisvorsitzende der Pionierorganisation „Ernst Thälmann“ im Kreis Bernau war. 1987 delegierte man Mächtig an die Gewerkschaftshochschule „Fritz Heckert“ des Freien Deutschen Gewerkschaftsbundes in Bernau, wo sie ein Studium in Politik, Philosophie, Ökonomie, Marxismus-Leninismus und Gewerkschaftsgeschichte und -arbeit absolvierte und nach drei Jahren noch 1990 als Diplom-Gesellschaftswissenschaftlerin abschloss.
Die politische Wende in der DDR beendete zunächst ihre Tätigkeiten in den Massenorganisationen des SED-Staats. Zunächst arbeitete sie als Kellnerin in einem Hotel in Bernau und erwarb noch 1990 einen Berufsnachweis für Gastronomen bei der IHK Berlin (West). Anschließend war Mächtig bis 1992 in Bernau als selbständige Gastronomin tätig.
Nach einer kurzen Zeit der Arbeitslosigkeit begann sie 1993 eine Umschulung zur Notargehilfin, die sie 1995 vor der Notarkammer Sachsen erfolgreich abschloss. Anschließend fand Mächtig eine Anstellung als Geschäftsführerin bei dem der Partei des Demokratischen Sozialismus (PDS) nahestehenden Kommunalpolitischen Forum Land Brandenburg e. V. Berufsbegleitend absolvierte sie zwischen 1998 und 2000 eine Fortbildung zur Fachwirtin für Messe-, Tagungs- und Kongresswirtschaft. Nach ihrer Wahl als Landtagsabgeordnete führte sie den Verein von 2004 bis 2014 ehrenamtlich als Vorsitzende weiter.
Margitta Mächtig ist verheiratet und lebt in Biesenthal. Sie ist Mutter zweier Kinder. Ein Verfahren gegen Mächtig wegen einer mutmaßlich im Juli 2013 begangenen Unfallflucht wurde im Januar 2015 gegen die Zahlung von 2000 Euro eingestellt.

## Politik
Margitta Mächtig wurde nach eigener Aussage 1977 Mitglied der SED. Politisch trat sie vor der Wende nach eigenen Angaben lediglich als hauptamtliche Funktionärin der FDJ in Erscheinung. 1993, nunmehr Mitglied der PDS, zog sie als Abgeordnete in den Kreistag Barnim ein, in dem sie von 1998 bis 2014 Fraktionsvorsitzende ist. Seit 1998 ist sie außerdem Stadtverordnete in Biesenthal.
Bei der Landtagswahl in Brandenburg 2004 wurde Mächtig im Landtagswahlkreis Barnim I per Direktmandat in den Brandenburger Landtag gewählt. Bei der Landtagswahl 2009 konnte sie ihr Direktmandat erfolgreich verteidigen. Bei der Landtagswahl 2014 erlangte sie erst über die Landesliste ihr Mandat.
Mächtig war von 2014 bis 2015 Mitglied des Präsidiums des Landtags. Von 2004 bis 2014 war sie Mitglied im Haushaltskontrollausschuss, seit 2006 auch in seinem Unterausschuss, dabei seit 2010 dessen Vorsitzende. Dem Rechtsausschuss gehörte sie von 2004 bis 2009 an und ist seit 2014 dessen Vorsitzende. Weitere Mitgliedschaften waren im Innenausschuss (2004–2005), im Ausschuss für Haushalt und Finanzen (2008–2009), im Wahlprüfungsausschuss (2009–2014), im Hauptausschuss (2014–2015) und Ausschuss für Inneres und Kommunales (2016). Seit 2016 war sie Mitglied im Petitionsausschuss.
Darüber hinaus war sie von 2008 bis 2010 (Auflösung der Gesellschaft) stellvertretende Präsidentin der Parlamentarischen Gesellschaft Brandenburg.
Seit 2012 war sie stellvertretende Fraktionsvorsitzende der Fraktion DIE LINKE im Landtag Brandenburg und übernahm im Januar 2014 den Fraktionsvorsitz, den sie im Juni 2015 wieder abgab.
Ehrenamtlich nimmt sie darüber hinaus eine Mitgliedschaft im Aufsichtsrat der Gesellschaft für Leben und Gesundheit Barnim-Uckermark mbH wahr.